# Gemeindezentrum Deilinghofen
Das Gemeindezentrum Deilinghofen ist der einzige katholische Gottesdienstraum in der ehemals selbstständigen Gemeinde Deilinghofen, die seit 1975 ein Ortsteil von Hemer, Nordrhein-Westfalen ist.

## Geschichte
Nach der Reformation waren nahezu alle Deilinghofer Gemeindemitglieder in den evangelischen Glauben gewechselt. Seit dem 18. Jahrhundert siedelten sich erste Katholiken wieder in Deilinghofen an. Die Gruppe wuchs bis 1871 auf 123 Gläubige, für die der Weg zur Pfarrkirche St. Peter und Paul sehr lang war. Seit dieser Zeit etwa sind Vorhaben nachgewiesen, einen eigenen Kirchbau in Deilinghofen zu realisieren. 1867 wurde der Kirchengemeinde bereits ein Grundstück vermacht. 1868 kam es allerdings zu einem Wechsel in der Pfarrstelle St. Peter und Paul, der neue Pfarrer lehnte den Bau in Deilinghofen im Gegensatz zu seinem Vorgänger ab und schlug stattdessen einen Bau im zentraleren Sundwig vor. 1872 wurde eine Missionskirche in Sundwig eingeweiht, 1905 von St. Bonifatius abgelöst.

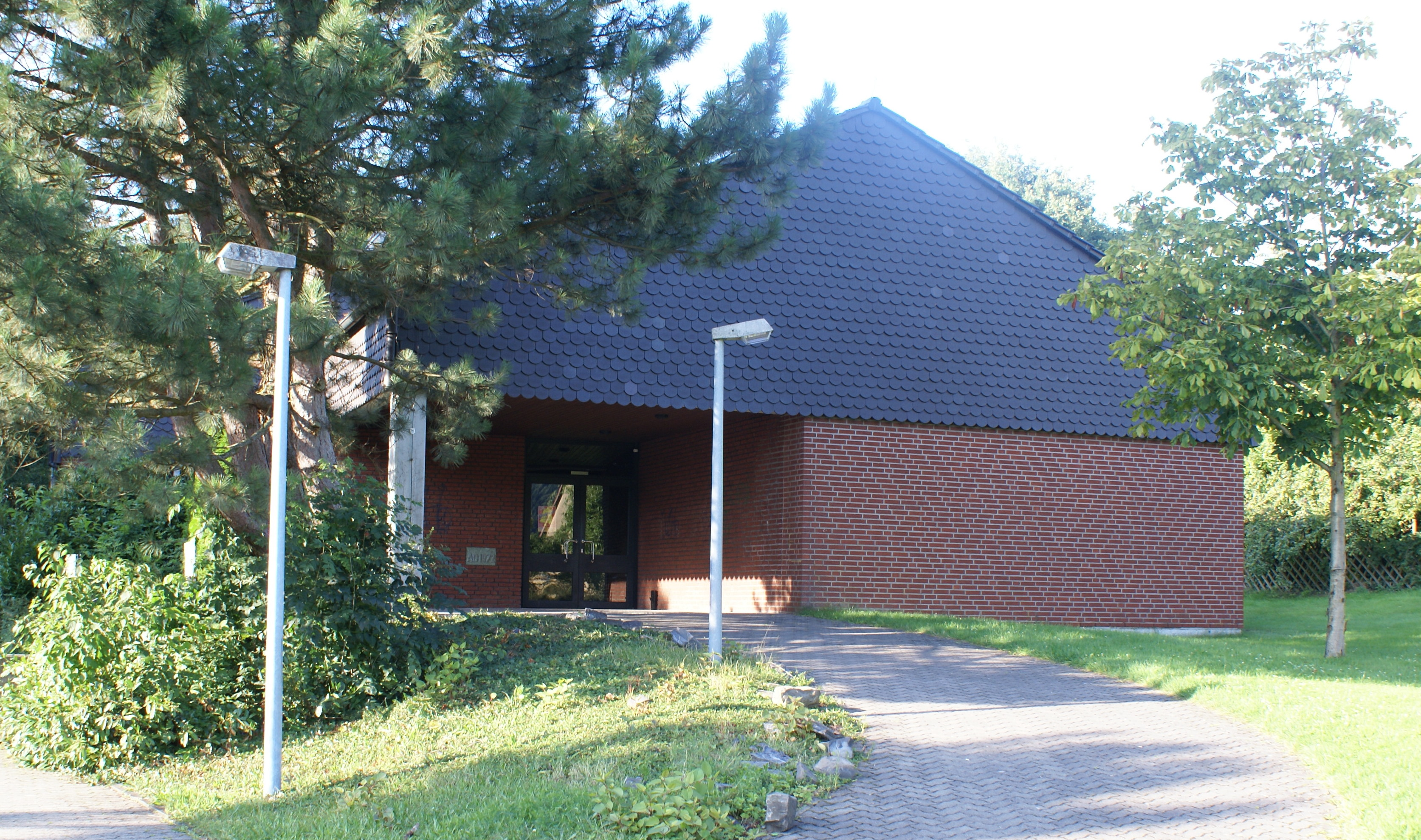
Eingangsbereich des Gemeindezentrums Deilinghofen

Seitdem war Deilinghofen ein Teil der Gemeinde Sundwig. Ende April 1966 wurde ein Vikar in Sundwig eingeführt, der für die Gemeindearbeit in Deilinghofen zuständig war. In einem Gasthof wurden in dieser Zeit einmal im Monat Sonntagsgottesdienste in Deilinghofen gefeiert. Drei Jahre später begannen die Bauarbeiten für das Gemeindezentrum. Die Pläne sahen Räume für die Kinder- und Erwachsenenarbeit sowie einen Versammlungsraum für den Gottesdienst vor. Ursprünglich war auch eine Kirche vorgesehen, die jedoch bis heute nicht realisiert wurden.
Stattdessen wurde im März 1972 Richtfest des Gemeindezentrums „Im Keunenborn“ gefeiert, im Oktober weihte der spätere Kardinal Johannes Joachim Degenhardt das Gebäude ein. Für den Gottesdienstraum schenkte die evangelische Gemeinde Deilinghofens den Katholiken das Altarkreuz.
Noch heute gehört das Gemeindezentrum Deilinghofen zur Gemeinde St. Bonifatius und wird zweimal wöchentlich für Gottesdienste und ansonsten regelmäßig von der katholischen Jugend genutzt.